# SN 2002bj
SN 2002bj – nietypowa supernowa w galaktyce NGC 1821, znajdująca się w odległości około 150 milionów lat świetlnych w konstelacji Zająca. Została zaobserwowana 28 lutego 2002 roku przez astronomów amatorów T. Pucketta oraz niezależnie przez J. Newtona. Odkrycie potwierdzono 1 marca za pomocą obserwacji prowadzonych przez Zautomatyzowany Teleskop Obrazujący Katzmana (KAIT) pracujący w Obserwatorium Licka.
Supernowa SN 2002bj została początkowo sklasyfikowana jako typ IIn. Proces ewolucji supernowej SN 2002bj trwał około 20 dni, około 3-4 razy krócej niż typowej supernowej. Szybki spadek krzywej jasności, niskie maksimum jakie osiągnęła, obecność helu w widmie przy równoczesnym braku wodoru oraz prawdopodobny ślad wanadu (pierwiastka nigdy wcześniej nieobserwowanego w trakcie wybuchów supernowej), wskazują, że przyczyną wybuchu SN 2002bj mogła być detonacja helu na powierzchni białego karła.